# Språknamn
Ett språknamn är namnet på ett enskilt språk. I vetenskapliga sammanhang används traditionellt den latinska eller latiniserade benämningen på språket.
Historisk lingvistik ägnar sig åt språkindelning och har för ändamålet skapat språkfamiljer. Benämningen på de traditionella språkfamiljerna är konstruktioner från 1800-talet, vid namngivning av språken används beteckningar på geografiska områden, nationaliteter eller etniciteter.
Ett sätt att ange språknamn på ett internationellt gångbart sätt är att använda en språkkod. Till exempel den internationella standarden ISO 639. 

## Prefix vid språk och språkfamiljsnamn
Lista över prefix som tidigt används för språknamn, latiniserade beteckningar med svensk stavning.
- Afrikansk: Afro-
- Amerikansk: Amero-
- Brittisk: Anglo-[1]
- Europeisk: Euro-
- Egyptisk: Egypto-
- Finsk: Fenno-
- Fransk: Franko-	eller Gallo- , exempel Frankoprovensalska, Galloromanska språk
- Tysk: German-
- Grekisk: Greko-
- Ungersk: Hungaro-
- Iberisk: Ibero-[2]
- Indisk: Indo-
- Italiensk: Italo-	, exempel Italiska språk
- judisk: Judeo- , exempel Judeoromanska språk
- Kinesisk: Sino-[3]
- Persisk: Perso-
- Portugisisk: Luso-[4]
- Rysk: Russo-
- Svensk: Sveko-
- Turkisk: Turko
- Österrikisk: Austro-[5]

Namnen på Bantuspråk har på sina egna språk speciella prefix som klargör att det är språket och inte etniciteten som avses: ki-, kinya-, chi-, lu-, se-, isi-, set-. Till exempel Setswana om det Botswanska språket och kiswahili som den egna beteckningen på swahili. På svenska används språknamnet utan prefix.